# Pseudocillimus rubrithorax
Pseudocillimus rubrithorax là một loài tò vò trong họ Ichneumonidae.